# Sint-Pancratiusbasiliek (Tubbergen)
De Sint-Pancratiusbasiliek is een neogotische rooms-katholieke parochiekerk in het centrum van Tubbergen.

## De oude kerk
Vanouds was er al een kapel toegewijd aan de heilige Pancratius in Tubbergen. Deze werd bediend vanuit Ootmarsum. Deze kapel werd uitgebreid en deed vanaf 1576 dienst als parochiekerk voor Tubbergen.
In 1634 werd een predikant in Tubbergen benoemd. Hoewel de bevolking grotendeels rooms-katholiek bleef, ging de kerk over in protestantse handen. Toen Lodewijk Napoleon, koning van Holland, in 1809 vernam dat er in Tubbergen slechts 68 protestanten woonden tegen duizend katholieken, gelastte hij de overgave van de kerk.

## De nieuwe kerk
Gezien de verwaarloosde staat van de kerk werd deze in de negentiende eeuw gerestaureerd. De 16e-eeuwse toren, een gotisch bouwwerk in Bentheimer zandsteen, werd verlaagd. Ook kwam er een Maarschalkerweerdorgel. Uiteindelijk ging men tot nieuwbouw over. In 1897 werd de nieuwe kerk van architect Alfred Tepe geopend in aanwezigheid van H.J.A.M. Schaepman uit Tubbergen. Het restant van de toren bleef behouden. In 1977-1978 werd de toren opnieuw gerestaureerd, waarbij hij weer werd teruggebracht naar de oorspronkelijke hoogte. Het opgehoogde deel is tegenwoordig nog duidelijk te herkennen aan het kleurverschil tussen de oude en de nieuwe stenen.

## Interieur
In de kerk bevinden zich 35 gebrandschilderde glas-in-loodramen van vijf opeenvolgende generaties van de bekende glazeniersfamilie Nicolas. Suzanne Nicolas-Nijs maakte in 1962 een bronzen kruisweg voor de kerk.

## Verheffing tot basiliek
Op 6 januari 2000 werd de kerk verheven tot basilica minor.
Sint-Georgiusbasiliek (Almelo) · Co-kathedrale basiliek van de Heilige Nicolaas (Amsterdam) · Sint-Franciscusbasiliek (Bolsward) · Sint-Petrusbasiliek (Boxmeer) · Sint-Petrusbasiliek (Boxtel) · Sint-Janskathedraal (Den Bosch) · Sint-Calixtusbasiliek (Groenlo) · Kathedrale basiliek Sint Bavo (Haarlem) · Sint-Lambertusbasiliek (Hengelo Ov) · Sint-Willibrordusbasiliek (Hulst) · Sint-Nicolaasbasiliek (IJsselstein) · Sint-Jansbasiliek (Laren NH) · Onze-Lieve-Vrouwebasiliek (Maastricht) · Sint-Servaasbasiliek (Maastricht) · Basiliek van het H. Sacrament (Meerssen) · Sint-Petrusbasiliek (Oirschot) · Sint-Plechelmusbasiliek (Oldenzaal) · Sint-Jansbasiliek (Oosterhout NB) · Basiliek van de H.H. Agatha en Barbara (Oudenbosch) · Basiliek van de Heilige Kruisverheffing (Raalte) · Sint-Liduinabasiliek (Schiedam) · Basiliek van de H.H. Wiro, Plechelmus en Otgerus (Sint Odiliënberg)  · Basiliek van Onze-Lieve-Vrouw van het Heilig Hart (Sittard) · Sint-Amelbergabasiliek (Susteren) · Sint-Pancratiusbasiliek (Tubbergen) · Sint-Martinusbasiliek (Venlo) · Basiliek van Onze-Lieve-Vrouw-ten-Hemelopneming (Zwolle)